# فريدريك لوتز
فريدريك لوتز (بالألمانية: Friederike Lütz) مواليد 26 مارس 1988 في دورتموند، هي لاعبة كرة يد ألمانية تلعب كجناح أيمن. مثلت منتخب ألمانيا لكرة اليد للسيدات.

## سجل المنافسة
شاركت في البطولات التالية:
- بطولة أوروبا لكرة اليد للسيدات 2012

## روابط خارجية
- فريدريك لوتز على موقع الاتحاد الأوروبي لكرة اليد (الإنجليزية)